# Сазонов, Пётр Климович
Пётр Климович Сазонов (1924—1993) — старшина Советской Армии, участник Великой Отечественной войны, полный кавалер ордена Славы.

## Биография
Пётр Сазонов родился 22 марта 1924 года в деревне Лешино (ныне — Кардымовский район Смоленской области). Окончил семь классов школы, работал в колхозе. 13 декабря 1943 года он был призван на службу в Рабоче-крестьянскую Красную Армию. С июня 1944 года — на фронтах Великой Отечественной войны. За короткий период своего пребывания в армии Сазонов, освоив материальную часть, стал командиром орудия батареи 45-миллиметровых орудий 232-го стрелкового полка 182-й стрелковой дивизии 2-й гвардейской армии. Принимал участие в боях на 1-м Прибалтийском и 3-м Белорусском фронтах.
6 октября 1944 года в ходе прорыва немецкой обороны в районе деревни Гордели, выкатив своё орудие на прямую наводку, Сазонов уничтожил 2 пулемётных точки и около 10 вражеских солдат и офицеров. За отличие в этом бою Приказом по 232-му стрелковому полку № 060 от 6 ноября 1944 года красноармеец Пётр Сазонов был награждён медалью «За отвагу».
Отличился в ходе Восточно-Прусской операции. 4 февраля 1945 года, действуя в боевых порядках пехоты вместе со своим расчётом, Сазонов принимал участие в штурме населённого пункта Кёсникен в 8 километрах к югу от города Нойкурен. Ворвавшись на перекрёсток дорог, Сазонов установил орудие на прямую наводку и открыл огонь по противнику, не дав ему организовать оборону. 8 февраля 1945 года в районе населённого пункта Аресау расчёт Сазонова принимал участие в отражении немецкой контратаки. Артиллеристы под его командованием в том бою подавили две вражеские пулемётные точки. Действия Сазонова и его расчёта позволили сорвать вражеский замысел по прорыву обороны. Приказом по 182-й стрелковой дивизии от 15 февраля 1945 года сержант Пётр Сазонов был награждён орденом Славы 3-й степени.
13 апреля 1945 года в ходе прорыва вражеской обороны в районе населённого пункта Поерштитен к северо-востоку от Фишхаузена Сазонов, несмотря на массированный вражеский огонь, выдвинул своё орудие на прямую наводку и огнём из него уничтожил противотанковое орудие с расчётом. В тот же день в ходе боя за высоту 70,9 огнём орудия Сазонова было уничтожено более 10 вражеских солдат и офицеров. Приказом по войскам 2-й гвардейской армии сержант Пётр Сазонов был награждён орденом Славы 2-й степени.
В апреле 1945 года расчёт Сазонова, действуя в боевых порядках пехоты у населённого пункта Костенен к северо-западу от Кёнигсберга, огнём своего орудия подбил танк, уничтожил вражеское штурмовое орудие и около отделения пехоты. В ходе отражения вражеских контратак, поддерживая стрелковые подразделения орудийным огнём, весь расчёт выбыл из строя. Сазонов в одиночку вёл огонь из орудия. В бою он получил тяжёлую контузию и был отправлен в госпиталь. Указом Президиума Верховного Совета СССР от 7 июля 1945 года Сазонов был награждён орденом Славы 1-й степени, став полным кавалером ордена Славы.
В 1948 году в звании старшины Сазонов был демобилизован. Проживал в Смоленске. Скончался 1 августа 1993 года.
Был также награждён орденом Отечественной войны 1-й степени и рядом медалей.